# 20. ceremonia wręczenia Oscarów
20. ceremonia rozdania Oscarów odbyła się 20 marca 1948 roku w Shrine Auditorium w Los Angeles.

## Laureaci i nominowani

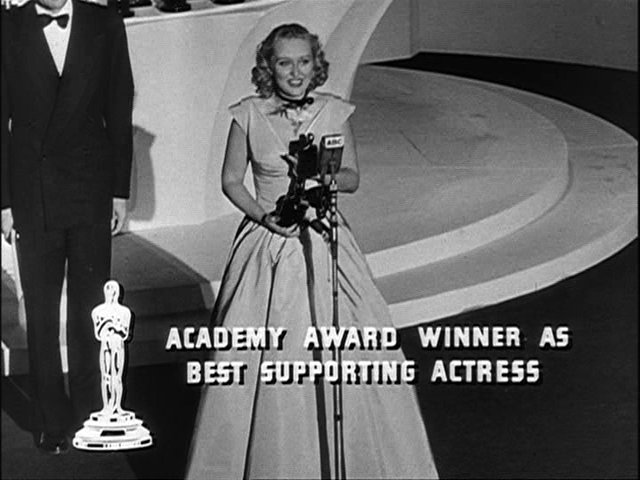
Celeste Holm na rozdaniu Oscarów

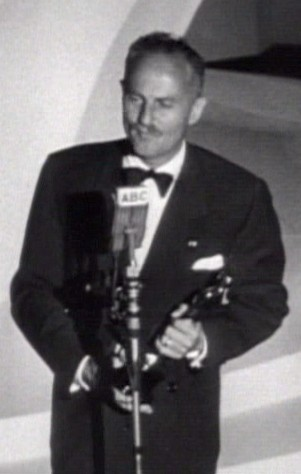
Darryl F. Zanuck na rozdaniu Oscarów

Dla wyróżnienia zwycięzców poszczególnych kategorii, napisano ich pogrubioną czcionką oraz umieszczono na przedzie (tj. poza kolejnością nominacji na oficjalnych listach).

### Najlepszy Film
- wytwórnia: 20th Century Fox − Dżentelmeńska umowa
- wytwórnia: Samuel Goldwyn Studio − Żona biskupa
- wytwórnia: RKO Radio Pictures − Krzyżowy ogień
- wytwórnia: Rank-Cineguild − Wielkie nadzieje
- wytwórnia: 20th Century Fox − Cud na 34. ulicy

### Najlepszy Aktor
- Ronald Colman − Podwójne życie
- John Garfield − Ostatnia runda
- Gregory Peck − Dżentelmeńska umowa
- William Powell − Życie z ojcem
- Michael Redgrave − Żałoba przystoi Elektrze

### Najlepsza Aktorka
- Loretta Young − Córka farmera
- Joan Crawford − Opętana
- Susan Hayward − Smash-Up--The Story of a Woman
- Dorothy McGuire − Dżentelmeńska umowa
- Rosalind Russell − Żałoba przystoi Elektrze

### Najlepszy Aktor Drugoplanowy
- Edmund Gwenn − Cud na 34. ulicy
- Charles Bickford − Córka farmera
- Thomas Gomez − Ride the Pink Horse
- Robert Ryan − Krzyżowy ogień
- Richard Widmark − Pocałunek śmierci

### Najlepsza Aktorka Drugoplanowa
- Celeste Holm − Dżentelmeńska umowa
- Ethel Barrymore − Akt oskarżenia
- Gloria Grahame − Krzyżowy ogień
- Marjorie Main − Jajko i ja
- Anne Revere − Dżentelmeńska umowa

### Najlepszy Reżyser
- Elia Kazan − Dżentelmeńska umowa
- Henry Koster − Żona biskupa
- Edward Dmytryk − Krzyżowy ogień
- George Cukor − Podwójne życie
- David Lean − Wielkie nadzieje

### Najlepszy Scenariusz Oryginalny
- Sidney Sheldon − The Bachelor and the Bobby-Soxer
- Abraham Polonsky − Ostatnia runda
- Ruth Gordon i Garson Kanin − Podwójne życie
- Charlie Chaplin − Pan Verdoux
- Sergio Amidei, Adolfo Franci, Cesare Giulio Viola i Cesare Zavattini − Dzieci ulicy

### Najlepsze Materiały do Scenariusza
- Valentine Davies − Cud na 34. ulicy
- Georges Chaperot i Rene Wheeler − Klatka słowicza
- Herbert Clyde Lewis i Frederick Stephani − It Happened on Fifth Avenue
- Eleazar Lipsky − Pocałunek śmierci
- Dorothy Parker i Frank Cavett − Smash-Up--The Story of a Woman

### Najlepszy Scenariusz Adaptowany
- George Seaton − Cud na 34. ulicy
- Richard Murphy − Bumerang
- John Paxton − Krzyżowy ogień
- Moss Hart − Dżentelmeńska umowa
- David Lean, Anthony Havelock-Allan i Ronald Neame − Wielkie nadzieje

### Najlepsze Zdjęcia

#### Film Czarno-Biały
- Guy Green − Wielkie nadzieje
- Charles Lang − Duch i pani Muir
- George Folsey − Ulica zielonego delfina

#### Film Kolorowy
- Jack Cardiff − Czarny narcyz
- Peverell Marley i William V. Skall − Życie z ojcem
- Harry Jackson − Mama nosiła trykoty

### Najlepsza Scenografia i Dekoracja Wnętrz

#### Film Czarno-Biały
- John Bryan i Wilfred Shingleton − Wielkie nadzieje
- Lyle Wheeler, Maurice Ransford, Thomas Little i Paul S. Fox − The Foxes of Harrow

#### Film Kolorowy
- Alfred Junge − Czarny narcyz
- Robert M. Haas i George James Hopkins − Życie z ojcem

### Najlepszy Dźwięk
- Samuel Goldwyn Studio Sound Department, reżyser dźwięku: Gordon Sawyer − Żona biskupa
- Metro-Goldwyn-Mayer Studio Sound Department, reżyser dźwięku: Douglas Shearer − Ulica zielonego delfina
- Sound Service, Inc., reżyser dźwięku: Jack R. Whitney − T-Men

### Najlepsza Piosenka
- „Zip-A-Dee-Doo-Dah” − Pieśń Południa − muzyka: Allie Wrubel, słowa: Ray Gilbert
- „A Gal in Calico” − The Time, the Place and the Girl − muzyka: Arthur Schwartz, słowa: Leo Robin
- „I Wish I Didn't Love You So” − The Perils of Pauline − muzyka i słowa: Frank Loesser
- „Pass That Peace Pipe” − Good News − muzyka i słowa: Ralph Blane, Roger Edens i Hugh Martin
- „You Do” − Mama nosiła trykoty − muzyka: Josef Myrow, słowa: Mack Gordon

### Najlepsza Muzyka

#### Dramat
- Miklós Rózsa − Podwójne życie
- Hugo Friedhofer − Żona biskupa
- Alfred Newman − Szpada Kastylii
- David Raksin − Forever Amber
- Max Steiner − Życie z ojcem

#### Musical
- Alfred Newman − Mama nosiła trykoty
- Johnny Green − Fiesta
- Ray Heindorf i Max Steiner − My Wild Irish Rose
- Robert Emmett Dolan − Droga do Rio
- Daniele Amfitheatrof, Paul J. Smith i Charles Wolcott − Pieśń Południa

### Najlepszy Montaż
- Francis Lyon, Robert Parrish − Ostatnia runda
- Monica Collingwood − Żona biskupa
- Harmon Jones − Dżentelmeńska umowa
- George White − Ulica zielonego delfina
- Fergus McDonell − Niepotrzebni mogą odejść

### Najlepsze Efekty Specjalne
- wizualne: A. Arnold Gillespie i Warren Newcombe, dźwiękowe: Douglas Shearer i Michael Steinore − Ulica zielonego delfina
- wizualne: Farciot Edouart, Devereux Jennings, Gordon Jennings, Wallace Kelley i Paul Lerpae, dźwiękowe: George Dutton − Unconquered

### Najlepszy Krótkometrażowy Film Animowany
- Edward Selzer − Tweetie Pie (z serii Zwariowane melodie)
- Walt Disney − Chip An’ Dale (z serii o Chipie i Dale’u)
- Frederick Quimby − Doktor Jekyll i Mister Mysz (z serii Tom i Jerry)
- Walt Disney − Pluto meloman (z serii o Psie Pluto)
- George Pal − Tubby the Tuba (z serii Puppetoons)

### Najlepszy Krótkometrażowy Film na Jednej Rolce
- Herbert Moulton − Goodbye, Miss Turlock
- Thomas Mead − Brooklyn, U.S.A.
- Jerry Fairbanks − Moon Rockets
- Pete Smith − Now You See It
- Gordon Hollingshead − So You Want to Be in Pictures

### Najlepszy Krótkometrażowy Film na Dwóch Rolkach
- Irving Allen − Climbing the Matterhorn
- Harry Grey − Champagne for Two
- Thomas Mead − Fight of the Wild Stallions
- Herbert Morgan − Give Us the Earth
- Ben Blake − A Voice Is Born: The Story of Niklos Gafni

### Najlepszy Film Dokumentalny

#### Krótkometrażowy
- United Nations Division of Films and Visual Information − First Steps
- Frederic Ullman Jr. − Passport to Nowhere
- Australian News & Information Bureau − School in the Mailbox

#### Pełnometrażowy
- Sid Rogell, Theron Warth i Richard O. Fleischer − Design for Death
- United States Department of State Office of Information and Educational Exchange − Journey into Medicine
- Paul Rotha − The World Is Rich

### Najlepszy Film Nieanglojęzyczny
- Dzieci ulicy –  Włochy[1]

### Oscary Honorowe i Specjalne
- płk. Willim N. Selig, Albert E. Smith, Thomas Armat i George K. Spoor – Za pionierską działalność filmową
- Bill And Coo – Wybitne osiągnięcie w dziedzinie filmu dziecięcego
- James Baske – Za rolę wujka Remusa w filmie Pieśń Południa

### Nagrody Naukowe i Techniczne

#### Klasa II
- C. C. Davis i Electrical Research Products Division of Western Electric Company − Za opracowanie i wprowadzenie ulepszonego systemu filtra napędu taśmy
- C. R. Daily i Paramount Studio Film Laboratory, Still and Engineering Departments − Za opracowanie i pierwsze praktyczne zastosowanie w filmie i fotografii metody zwiększania czułości kliszy, zaproponowanej przez E. I. duPont de Nemours & Company

#### Klasa III
- Nathan Levinson i Warner Bros. Studio Sound Department − for the design and construction of a constant-speed sound editing machine. [Sound]
- Farciot Edouart, C. R. Daily, Hal Corl, H.G. Cartwright i Paramount Studio Transparency and Engineering Departments − for the first application of a special anti-solarizing glass to high-intensity background and spot arc projectors. [Lighting]
- Fred Ponedel z Warner Bros. − for pioneering the fabrication and practical application to motion picture color photography of large translucent photographic backgrounds. [Special Photographic]
- Kurt Singer i RCA Victor Division of Radio Corporation of America − for the design and development of a continuously variable band-elimination filter. [Sound]
- James Gibbons z Warner Bros. − for the development and production of large dyed plastic filters for motion picture photography. [Lighting]